# Stradivari Markees
Lo Stradivari Markees è un antico violino costruito nel 1701 dal famoso liutaio italiano Antonio Stradivari (1644–1737) di Cremona. È uno dei circa 700 strumenti Stradivari esistenti al mondo.
Il violino è di proprietà della Music Chamber di Hong Kong, essendo stato acquistato nel 2004 da un professore della Juilliard School of Music. Fu donato a Leung Kin-fung, primo violino della Filarmonica di Hong Kong, ma è stato restituito.
Il Markees è uno dei sei violini Stradivari che sono stati conservati con la vernice originale. In precedenza era di proprietà del professor Karl Markees (1865-1926), un violinista svizzero che studiò sotto Joseph Joachim.